# گمینا اوژندوو
گمینا اوژندوو (به لهستانی:  Gmina Urzędów) یک گمینا در لهستان است که در شهرستان کراشنگک واقع شده‌است. گمینا اوژندوو ۱۱۹٫۰۶ کیلومتر مربع مساحت و ۸٬۷۸۷ نفر جمعیت دارد.